# フォンダン・オ・ショコラ

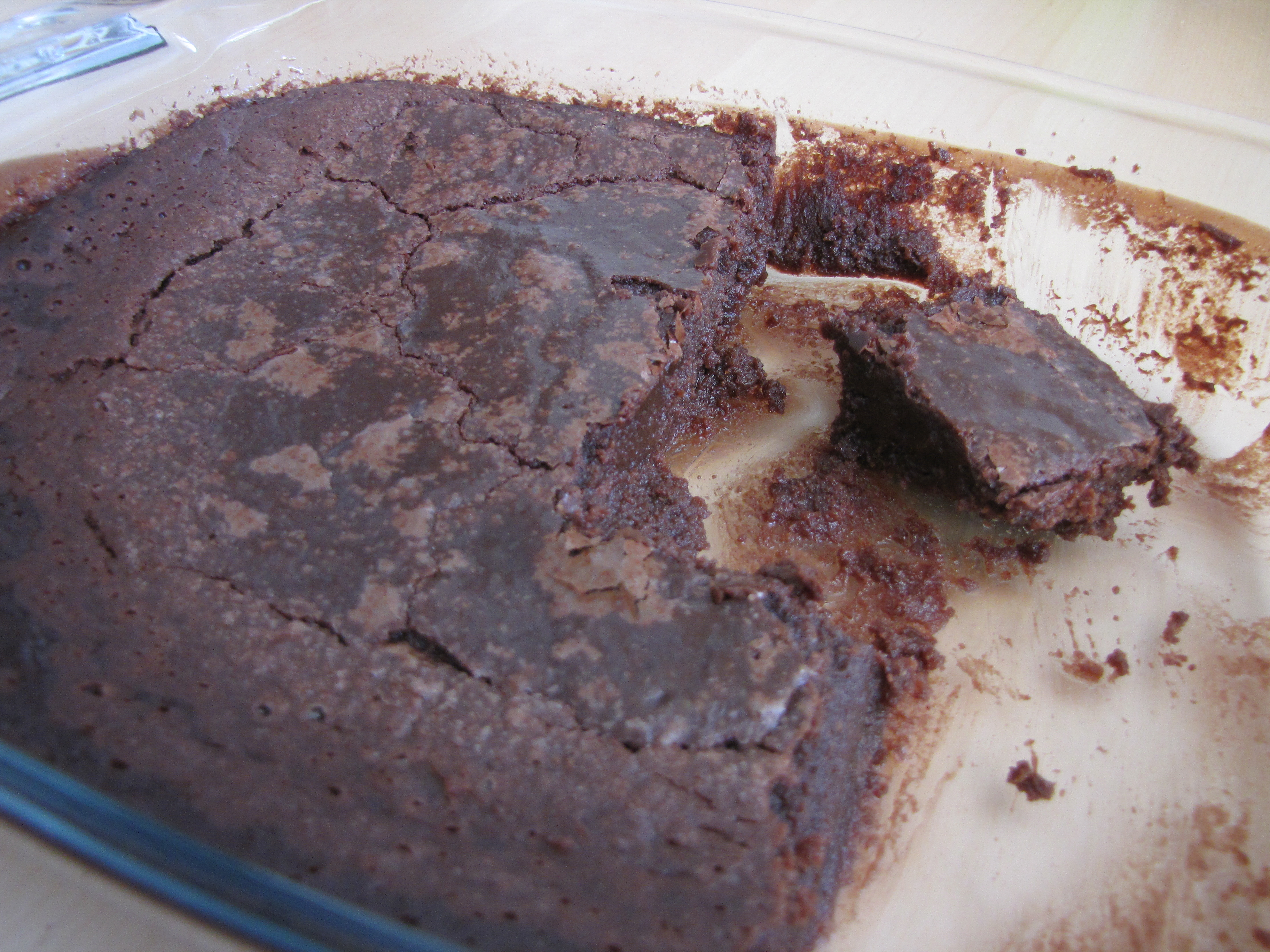
フォンダン・オ・ショコラの例

フォンダン・オ・ショコラ（フランス語: fondant au chocolat）は、フランスのチョコレートケーキである。
日本語ではフォンダン・ショコラと表記されることもある。

## 概要
小麦粉、バター、鶏卵、溶かしたチョコレートを混ぜて焼くだけという簡単な菓子であるが、中心部まで焼ききらずに作るので、中心部がとろっとしたクリーム状になっているのが特徴である。同時に中心部がクリーム状になっていることが最大の魅力ともなっている。
fondant（フォンダン）は「溶ける」という意味の動詞 fondre の現在分詞に由来する語であり、「口溶けの良いもの」という意味合いの名詞である。

## 類似するチョコレートケーキ

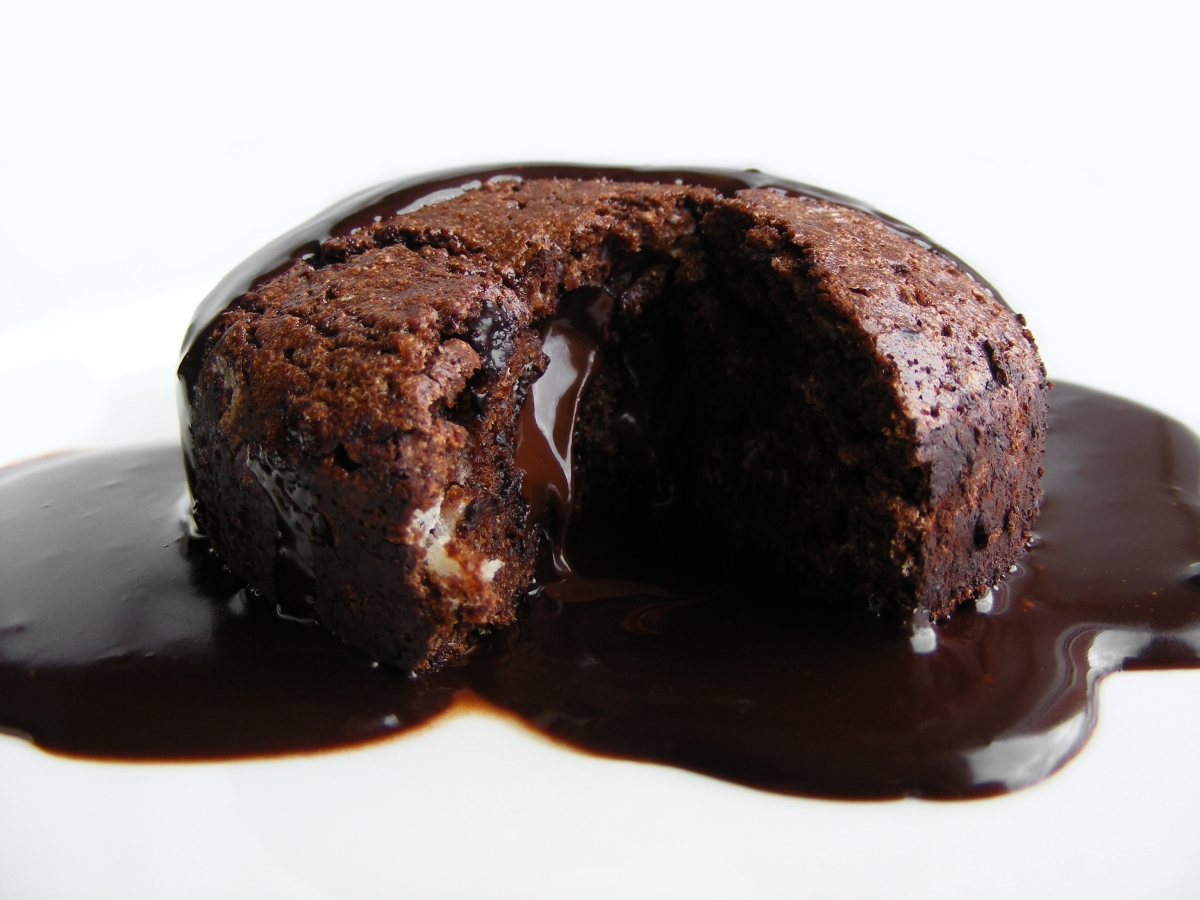
一般的なイメージのフォンダン・オ・ショコラ

使用する材料は同じで、調理法も同じであり、レシピによってフォンダン・オ・ショコラ、ガトー・オ・ショコラ、モワルー・オ・ショコラの呼び名が変わる。
ガトー・オ・ショコラ（Gâteau au chocolat）
フォンダン・オ・ショコラよりも粉が多く、食感はバターケーキに近い。日本では「ガトーショコラ」の呼称が定着している。
モワルー・オ・ショコラ（Moelleux au chocolat）
「モワルー」は「やわらかいもの」の意。フォンダン・オ・ショコラよりも柔らかいものと言われることもあるが、フォンダン・オ・ショコラとの境界は明確ではない。
また、テリーヌ型で焼き、カットしても流れ出すことはなく、口の中に入れたときに溶けだすのが本物のフォンダン・オ・ショコラとする意見もある。この場合、口内で溶けださないのがガトー・オ・ショコラで、カットして流れ出すのがモワルー・オ・ショコラとなる。
この混同は、有名シェフが テレビでモワルー・オ・ショコラをフォンダン・オ・ショコラと紹介してしまい、それが爆発的に広まったのが所以とされる。